# 14571 Каралександер
14571 Каралександер (14571 Caralexander) — астероїд головного поясу, відкритий 17 серпня 1998 року.
Тіссеранів параметр щодо Юпітера — 3,395.